# Валле-ді-Казієс

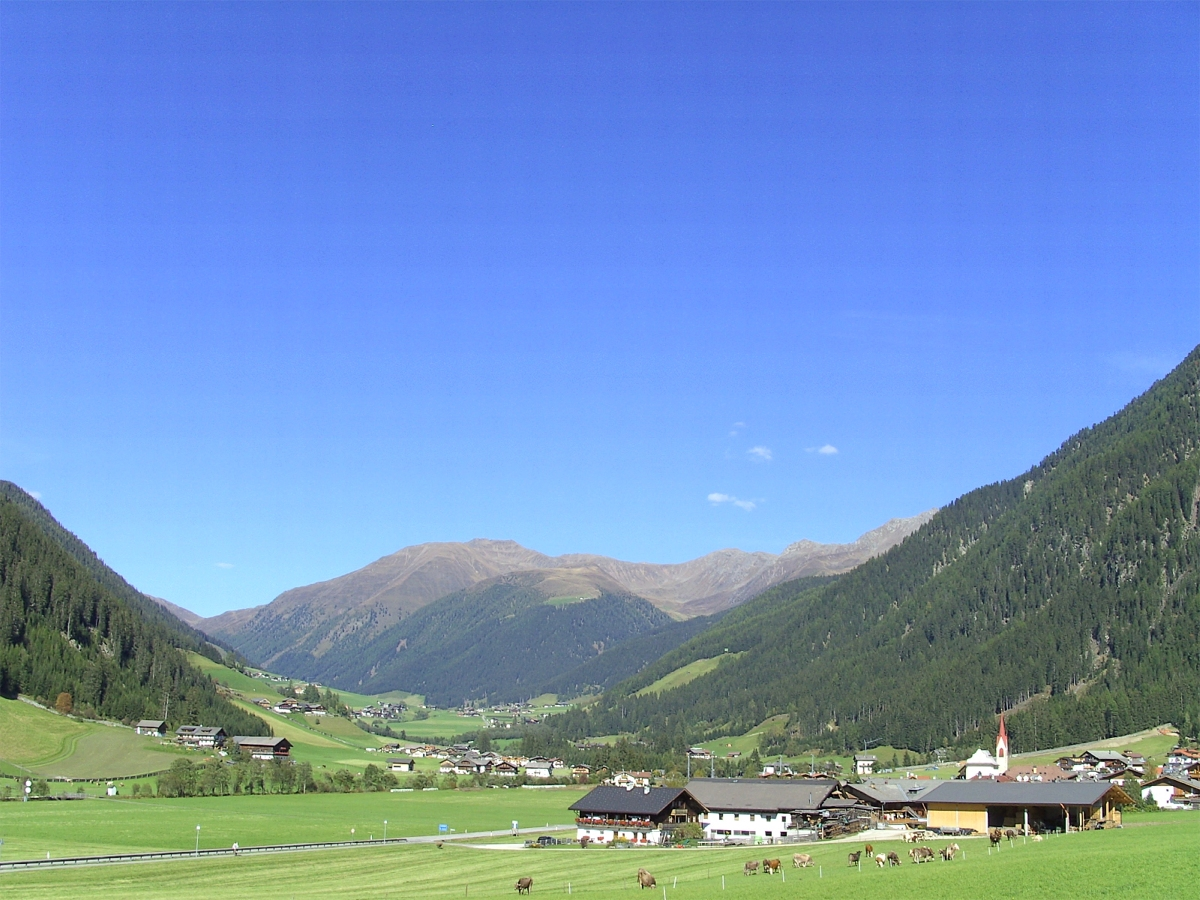

Валле-ді-Казієс (італ. Valle di Casies) — муніципалітет в Італії, у регіоні Трентіно-Альто-Адідже, провінція Больцано.
Валле-ді-Казієс розташоване на відстані близько 550 км на північ від Рима, 115 км на північний схід від Тренто, 75 км на північний схід від Больцано.
Населення — 2300 осіб (2014).

## Демографія
Населення за роками:

Станом на 1 січня 2023 року в муніципалітеті офіційно проживало 69 іноземців з 17 країн, серед них 40 громадян країн Євросоюзу та 1 громадянин України.

## Сусідні муніципалітети
- Добб'яко
- Іннервілльгратен
- Монгуельфо-Тезідо
- Разун-Антерсельва
- Сант-Яоб-ін-Дефереджен
- Віллабасса